# Нгуен Тхань Бинь
Нгуен Тхань Бинь (вьет. Nguyễn Thanh Bình; род. 2 ноября 2000, Ву Тхы, Тхайбинь) — вьетнамский футболист, защитник клуба «Вьеттел» и национальной сборной Вьетнама.

## Карьера
Воспитанник «Вьеттела», в котором начал заниматься футболом с 2012 года. В январе 2020 года был отправлен в аренду в «Биньдинь». Вместе с клубом победил в В-Лиге 2, втором по силе дивизионе страны. В декабре 2020 года вернулся из аренды.
В декабре 2020 года вместе с командой  «Вьеттела» до 21 года выиграл национальный чемпионат до 21 года. В январе 2021 года перешёл в основную команду. Дебют игрока в В-Лиге 1 состоялся 16 января 2021 года против клуба «Хайфон», где футболист вышел на замену в начале второго тайма. В Лиге чемпионов АФК был основным защитником команды в сезоне 2021 года. 
В сезоне 2022 года первый матч в чемпионате провёл 5 марта 2022 года против «Сайгона», где вышел на замену в концовке матча. Следующий матч 11 марта 2022 года против «Хоангань Зялай» отыграл весь как основной защитник. 11 апреля 2022 года сыграл свой первый матч в Кубке Вьетнама против «Кантхо», победив со счётом 6:0 и выйдя в четвертьфинал турнира.
Новый сезон футболист начал 5 февраля 2023 года с матча против клуба «Ханой».

## Международная карьера
В 2021 году был вызван в молодёжную сборную Вьетнама до 23 лет. Также в этом же году был вызван и в национальную сборную Вьетнама, в которой дебютировал 7 сентября 2021 года против Австралии в рамках отбора на Чемпионат мира 2022. 29 марта 2022 года в квалификационных матчах против Японии забил свой первый гол за национальную сборную.
В мае 2022 года стал победителем Игр Юго-Восточной Азии 2021 с молодёжной сборной Вьетнама до 23 лет, сначала заняв 1 место в группе, а затем одержали победу в финале против сборной Таиланда.
В сентябре 2022 года вместе с главной сборной стал обладателем международного товарищеского кубка федерации футбола Вьетнама. 
В декабре 2022 года футболист вместе с национальной сборной отправился на чемпионат АСЕАН. Футболист вместе со сборной дошёл жо финала, где в первом матче 13 января 2023 года против Таиланда отличился голевой передачей. В ответном матче 16 января таиландцы оказались сильнее, одержав победу с минимальным счётом.

## Достижения
Клубные
 «Биньдинь»
- Победитель В-Лиги 2: 2020

 «Вьеттел» (до 21)
- Победитель Национального чемпионата Вьетнама до 21 года: 2020

Сборная
 Вьетнам (до 23)
- Победитель Игр Юго-Восточной Азии: 2021

 Вьетнам
- Обладатель Международного товарищеского кубка федерации футбола Вьетнама[англ.]: 2022
- Серебряный призёр чемпионата АСЕАН: 2022